# 満天望温泉
満天望温泉（まんてんぼうおんせん）は、大分県竹田市（旧国豊後国）にある温泉。

## 泉質
- 炭酸水素塩泉
  - 源泉温度：54.4℃
  - 源泉数：2
  - 湧出量：50リットル／分
  - 飲用：可
  - 効能：神経痛、打ち身、疲労回復など

※ 効能は万人に対してその効果を保障するものではない。

## 温泉地
九重連山南麓の久住高原にある久住高原コテージに湧く温泉。
夜には露天風呂から満天の星を望むことができることからその名が付けられた。昼も、久住高原の緑の草原と、その彼方の阿蘇山の眺望のすばらしさは、九州・中国地方の温泉情報を中心にした雑誌『温泉博士』の読者アンケートで「お気に入りの露天風呂」人気投票の第1位に選ばれたこともある。
温泉は敷地内の2ヶ所から湧出している。どちらも炭酸水素塩泉で、湯冷めしにくく疲労回復などに効果があるとされる。
近隣にはオートキャンプ場が併設されている。

## アクセス
- 鉄道・バス：
  - JR九州豊肥本線豊後竹田駅からバス約40分、赤川停留所下車。
  - JR九州久大本線由布院駅から送迎バス。
- 車：
  - 大分自動車道九重ICから四季彩ロード、県道40号、県道621号、やまなみハイウェイを経由し約50分、瀬の本交差点で国道442号に入り竹田方面に約15分。
  - 大分自動車道日田ICから国道212号、国道442号経由で約35km、90分。